# Richard Schmidt (Indologe)
Johann Wilhelm Richard Schmidt (* 29. Januar 1866 in Aschersleben; † 15. November 1939 in Münster/Westfalen) war ein deutscher Indologe, Übersetzer und Hochschullehrer.

## Leben
Der Lehrerssohn wurde 1890 in Halle (Saale) zum Dr. phil. promoviert und habilitiert.
Er übersetzte den Hexenhammer (heute Heinrich Kramer zugeschrieben) aus dem Lateinischen ins Deutsche (1906). Die Übersetzung „ist wegen ihres unlesbaren Stils, der zahlreichen Auslassungen und ihrer teilweise bis zur Lächerlichkeit sinnentstellenden Fehler von Anfang an heftig angegriffen worden“.
Als Indologe übersetzte Schmidt das Kamasutra aus dem Sanskrit, wobei er einige pikante Stellen interessanterweise ins Lateinische statt ins Deutsche übertrug. Als Privatdozent der Universität Halle richtete sich sein Interesse vor allem auf das Erstellen zuverlässiger Textausgaben und -übersetzungen von Werken der altindischen Erzählliteratur und auf das Erschließen der Sanskrit-Texte zur Erotologie. Damit erschloss er Forschern anderer Disziplinen wichtiges Quellenmaterial.
Ab 1910 war er Professor in Münster/Westfalen. 1933 trat er in die NSDAP ein (Mitgliedsnummer 2.492.244).

## Werke
- Der Hexenhammer. Berlin : Barsdorf, 1906